# Gustava Carolina de Meclemburgo-Strelitz
Gustava Carolina de Meclemburgo-Strelitz (12 de julho de 1694 - 13 de abril de 1748) foi a filha de Adolfo Frederico II, Duque de Meclemburgo-Strelitz e da princesa Maria de Meclemburgo-Güstrow.

## Família
Gustava Carolina era quarta e última filha de Adolfo Frederico II, Duque de Meclemburgo-Strelitz e de sua primeira esposa, a princesa Maria de Meclemburgo-Güstrow. Ela era tia da rainha Carlota de Meclemburgo-Strelitz, esposa do rei Jorge III do Reino Unido. 

## Casamento
Em 13 de novembro de 1714, Gustava Carolina casou-se com seu primo Cristiano Luís de Meclemburgo. Ele era o terceiro filho de Frederico, Duque de Meclemburgo-Grabow e sua esposa, a condessa Cristina Guilhermina de Hesse-Homburgo. Cristiano sucedeu o irmão mais velho Carlos Leopoldo, como Duque de Meclemburgo-Schwerin em 1747, um ano antes da morte de Gustava Carolina.
Eles tiveram cinco filhos:
1. Frederico II de Meclemburgo-Schwerin (1717–1785); Casou-se com a duquesa Luísa Frederica de Württemberg, sem descendência
2. Ulrica Sofia (1723–1813)
3. Luís de Meclemburgo-Schwerin (1725–1778); Casou-se com a princesa Carlota Sofia de Saxe-Coburgo-Saalfeld, com descendência
4. Luísa (1730)
5. Amália (1732–1775)